# 垂花门

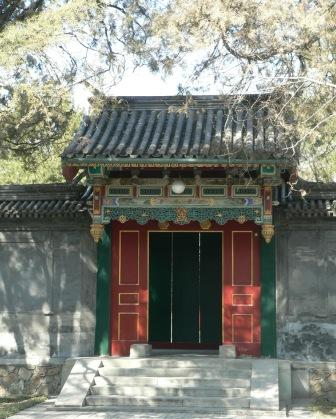
郭沫若故居中的垂花门

垂花门是中国古代建筑院落内部的门，因其檐柱不落地，垂吊在屋檐下，称为垂柱，其下有一垂珠，通常彩绘为花瓣的形式，故称为垂花门。
垂花门的屋顶通常是卷棚式，或一殿一卷式，即门外为清水脊，门内为卷棚式。垂花门的门有两道，一道是在中柱位置上，白天开启，夜间关闭；另一道是在内檐柱位置上，平时关闭，起到隔绝内院视线的作用称为屏门，通常这道屏门是不打开的，日常进出都是绕过屏门两侧行走，只有当贵客来临的时候主人才会打开屏门迎客。垂花门进入内院是以垂花门两侧内檐柱与中柱之间空间进出，通常与抄手游廊相衔接。
在四合院中，垂花门是装饰富丽的建筑，其分出前后院，后院为女眷住所。俗话说大家闺秀“大门不出，二门不迈”，二门就是指垂花门。

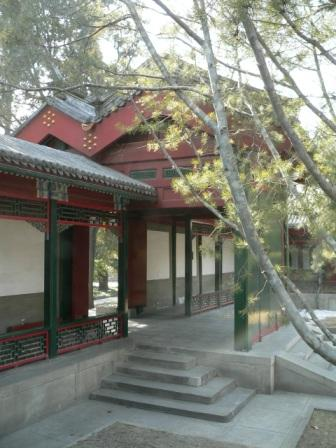
垂花门内部与游廊相接
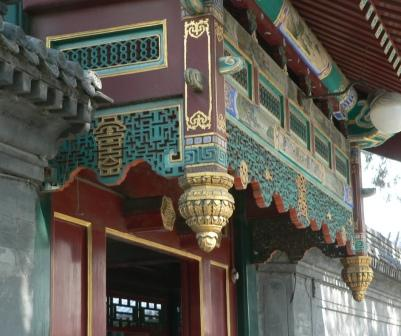
垂莲柱